# قطار سبک شهری

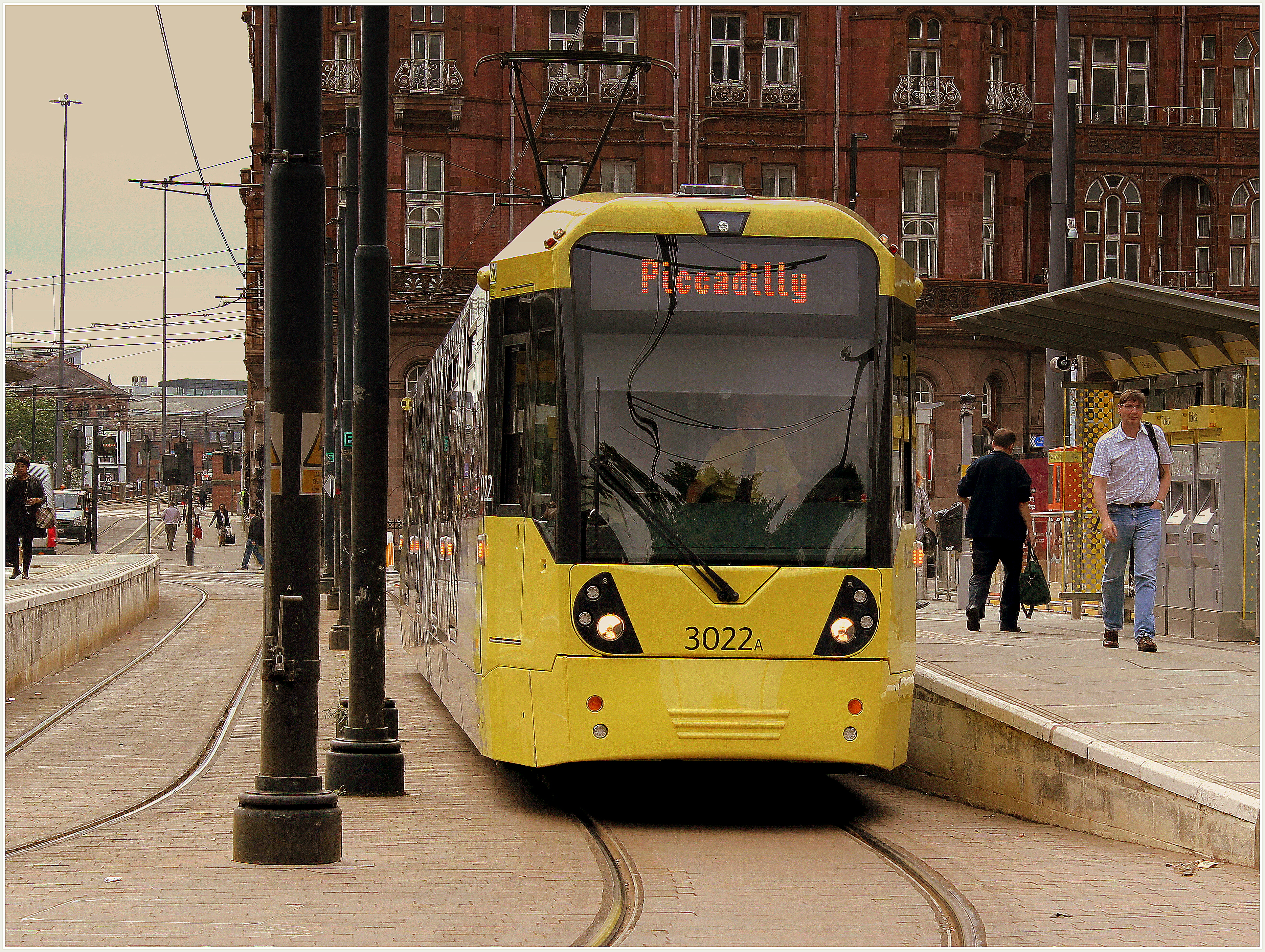
قطار سبک شهری منچستر، بریتانیا

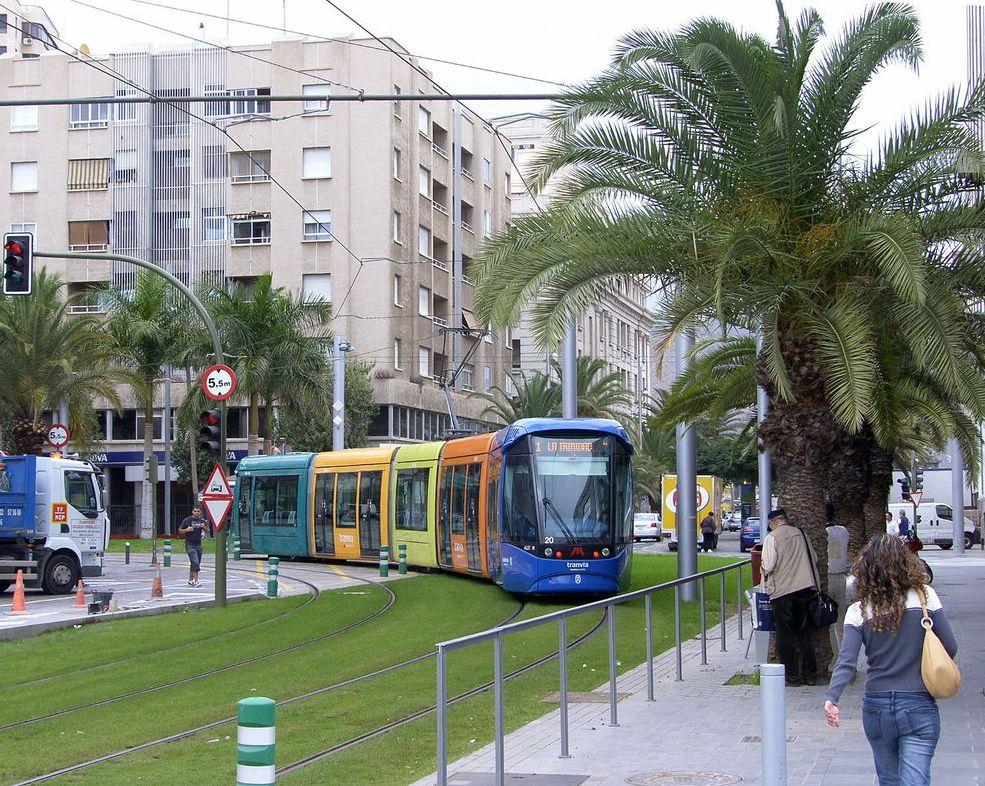
قطار سبک شهری تنریف، اسپانیا

قطار سبک شهری (به انگلیسی: LRT یا به اختصار Light Rail Transit) گونه‌ای وسیله ترابری عمومی درون‌شهری است که در آن هر واگن دارای موتور محرک بوده و می‌تواند به تنهایی یا در کنار دیگر واگن‌ها مسافران را جابجا نماید. به بیان دیگر قطار سبک شهری، راه‌آهن سبک یا حمل‌ونقل ریلی سبک، شکلی از حمل‌ونقل ریلی شهری مسافربری است که از وسایل حمل‌ونقل ناشی از فناوری تراموا استفاده می‌کند در حالی که برخی از ویژگی‌های حمل و نقل سریع سنگین را نیز دارد. قطار سبک شهری به یک سیستم حمل‌ونقل با نیروی ریلی، معمولاً برقی و استاندارد برای حمل‌ونقل عمومی محلی و حمل‌ونقل منطقه‌ای اشاره دارد.

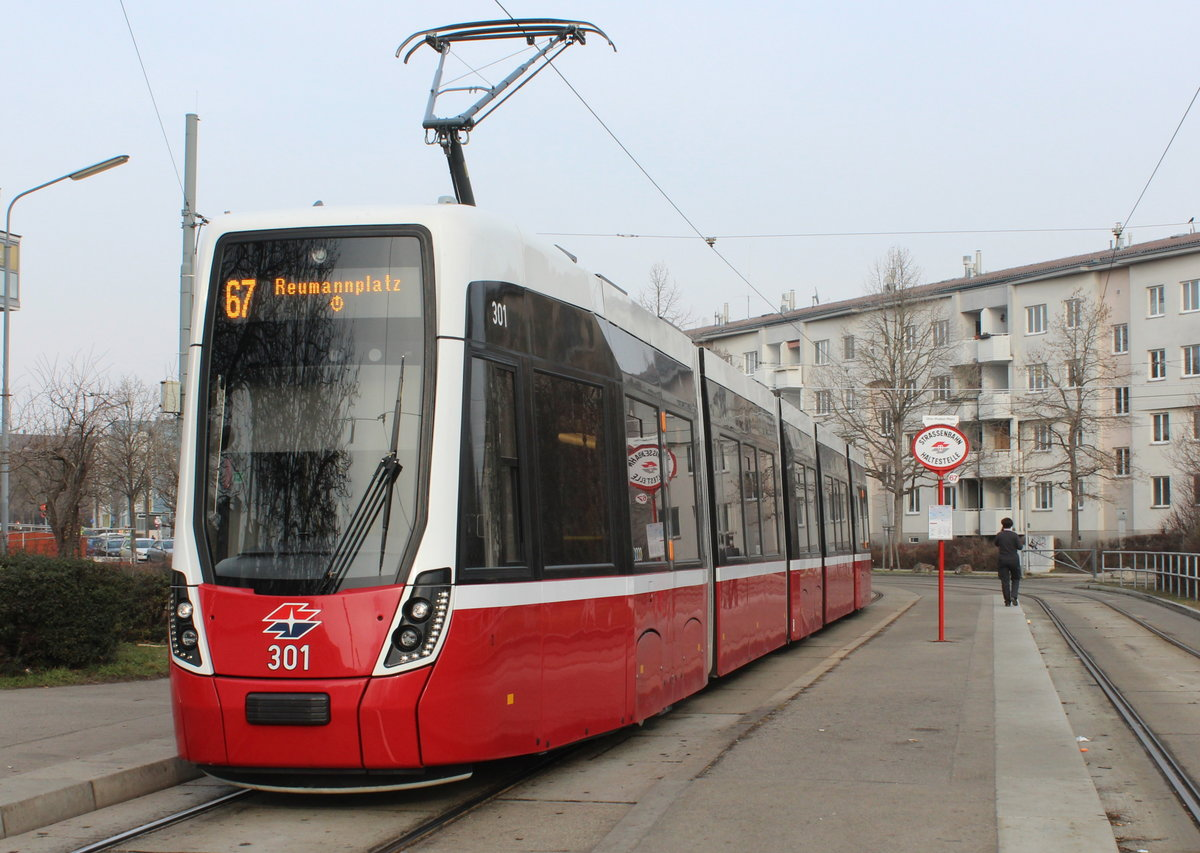
تراموا (Straßenbahn)، شهر وین، اتریش

]]

## گونه‌های قطار شهری
| گونه        | قطار تندرو                            | قطار سبک                              | تراموا                               | تراموای گردشگری                      |
| سازنده      | Rohr                                  | Siemens                               | Skoda                                | Gomaco Trolley Co.                   |
| مدل         | BART A-Car                            | S70                                   | 10T                                  | Replica Birney                       |
| عرض         | ۳٫۲ متر (۱۰ فوت)                      | ۲٫۷ متر (۸٫۹ فوت)                     | ۲٫۶ متر (۸٫۵۳ فوت)                   | ۲٫۶۲ متر (۸٫۶ فوت)                   |
| طول         | ۲۲٫۹ متر (۷۵ فوت)                     | ۲۷٫۷ متر (۹۱ فوت) (articulated)       | ۲۰٫۱۳ متر (۶۶٫۰ فوت)                 | ۱۵٫۱۶ متر (۴۹٫۷ فوت)                 |
| ظرفیت       | ۱۵۰ حداکثر                            | ۲۲۰ حداکثر                            | ۱۵۷ حداکثر                           | ۸۸ حداکثر                            |
| حداکثر سرعت | ۱۲۵ کیلومتر بر ساعت (۷۸ مایل بر ساعت) | ۱۰۶ کیلومتر بر ساعت (۶۶ مایل بر ساعت) | ۷۰ کیلومتر بر ساعت (۴۳ مایل بر ساعت) | ۴۸ کیلومتر بر ساعت (۳۰ مایل بر ساعت) |
| شمار واگن   | ۸–۱۰ واگن                             | ۲–۵ واگن                              | ۱ واگن                               | ۱ واگن                               |